# Monazit
Monazit ist ein Sammelbegriff für die von der International Mineralogical Association (IMA) anerkannten Minerale und Endglieder einer lückenlosen Mischreihe, bestehend aus Monazit-(La), Monazit-(Ce), Monazit-(Nd) und Monazit-(Sm) sowie deren Mischkristalle. Diese eher selten vorkommenden Minerale gehören zur Mineralklasse der „Phosphate, Arsenate und Vanadate“ und kristallisieren im monoklinen Kristallsystem mit folgender chemischen Zusammensetzung:
| Name         | Mischformel        | Reinformel |
| ------------ | ------------------ | ---------- |
| Monazit-(Ce) | (Ce,La,Nd,Th)[PO4] | CePO4      |
| Monazit-(La) | (La,Ce,Nd)[PO4]    | LaPO4      |
| Monazit-(Nd) | (Nd,Ce,Sm)[PO4]    | NdPO4      |
| Monazit-(Sm) | (Sm,Gd,Ce,Th)[PO4] | SmPO4      |

Die in der Formel auftretenden Metalle Cer (Ce), Lanthan (La), Neodym (Nd) und Samarium (Sm) werden auch als Metalle der Seltenen Erden bezeichnet. Des Weiteren finden sich aufgrund ihrer vollständigen Löslichkeit ineinander aber immer auch Beimengungen der jeweils anderen Endglieder der Mischreihe sowie von Gadolinium (Gd), Praseodym (Pr), Yttrium (Y) und bis zu 20 % Thorium (Th). Da Thorium radioaktiv ist, finden sich in thoriumhaltigem Monazit auch die Produkte seiner Zerfallsreihe in Anteilen entsprechend dem Verhältnis ihrer Halbwertszeit zu jener des Thoriums.
Da die Lanthanoide in der Natur nicht rein, sondern immer als Mischungen der entsprechenden Elemente vorkommen, gibt es für Monazit die alternative chemische Formel Ln[PO4]. Hier steht das Symbol Ln nicht für das einzelne Element Lanthan (La), sondern für die Summe aller Lanthanoide.
Monazit ist neben Bastnäsit das wichtigste Erzmineral für Selten-Erd-Metalle. Zudem gilt Monazit als bedeutendstes Thorium-Erzmineral.

## Etymologie und Geschichte
Das Wort Monazit leitet sich aus dem Griechischen μονάζειν [monázein] „allein leben“ (zusammengesetzt aus μόνος [mónos] „allein“ und ζήω [zēō] „leben“, deren Etymologien unklar sind) ab, was sich auf die einzeln vorkommenden Kristalle bezieht.
Eremit – ein Synonym zu Monazit – wurde 1837 von Shepard beschrieben und so benannt, in Anspielung auf die entfernt voneinander auftretenden Individuen dieses Minerals.

“The name bestowed upon the mineral is derived from ερημία, solitude, in allusion to the isolated manner of its occurrence, with respect to other individuals of the same species.”

„Der dem Mineral verliehene Name ist von [gr.] ερημία, Einsamkeit, abgeleitet, anspielend auf die Art seines Auftretens in Beziehung zu anderen Individuen der gleichen Spezies.“

Monazit wurde zunächst von Carl Auer von Welsbach in Ballastsand in Schiffen aus Brasilien beobachtet. Er suchte in den 1880er Jahren nach Thorium für die von ihm erfundenen Glühstrümpfe. Schon bald setzte sich Monazitsand als Thoriumquelle für die Glühstrumpfherstellung durch, was auch den Grundstein der Seltenerdindustrie darstellte. Für kurze Zeit wurde Monazit aus North Carolina importiert, aber bald entdeckte man reichhaltige Quellen in Indien und Brasilien. Bis zum Zweiten Weltkrieg war Monazit die Hauptquelle für Seltenerdmetalle, bis man ca. 1965 damit begann, Bastnäsit zu verarbeiten.

## Klassifikation
Bereits in der veralteten 8. Auflage der Mineralsystematik nach Strunz gehörte der hier noch als ein Mineral geltende Monazit zur Mineralklasse der „Phosphate, Arsenate und Vanadate“ und dort zur Abteilung „Wasserfreie Phosphate, Arsenate und Vanadate ohne fremde Anionen“, wo er zusammen mit Cheralith, Písekit (heute: Písekit-(Y)) und Rooseveltit die „Monazit-Reihe“ mit der System-Nr. VII/A.11 bildete.
Im zuletzt 2018 überarbeiteten und aktualisierten Lapis-Mineralienverzeichnis nach Stefan Weiß, das sich im Aufbau noch nach dieser alten Form der Systematik von Karl Hugo Strunz richtet, erhielten die hier in die Endglieder der Reihe aufgeteilten Minerale die System- und Mineral-Nummern VII/A.15-10 (Monazit-(La)), VII/A.15-20 (Monazit-(Ce)), VII/A.15-30 (Monazit-(Nd)) und VII/A.15-35 (Monazit-(Sm)). In der „Lapis-Systematik“ entspricht dies ebenfalls der Abteilung „Wasserfreie Phosphate [PO4]3−, ohne fremde Anionen“, wo die genannten Monazite zusammen mit Cheralith und Gasparit-(Ce) die „Monazitgruppe“ (VII/A.15) bilden.
Auch die von der IMA zuletzt 2009 aktualisierte 9. Auflage der Strunz’schen Mineralsystematik ordnet die Monazite in die Abteilung der „Phosphate usw. ohne zusätzliche Anionen; ohne H2O“ ein. Diese ist allerdings weiter unterteilt nach der relativen Größe der beteiligten Kationen, so dass das Mineral entsprechend seiner Zusammensetzung in der Unterabteilung „Mit ausschließlich großen Kationen“ zu finden ist, wo Monazit-(Ce), Monazit-(La), Monazit-(Nd) und Monazit-(Sm) zusammen mit Cheralith, Gasparit-(Ce) und Rooseveltit die „Monazitgruppe“ mit der Systemnummer 8.AD.50 bilden.
In der vorwiegend im englischen Sprachraum gebräuchlichen Systematik der Minerale nach Dana haben die Monazite die System- und Mineralnummern 38.04.03.01 (Monazit-(Ce)), 38.04.03.02 (Monazit-(La)), 38.04.03.05 (Monazit-(Nd)) und 38.04.03.07 (Monazit-(Sm)). Dies entspricht ebenfalls der Klasse der „Phosphate, Arsenate und Vanadate“ und dort der Abteilung „Wasserfreie Phosphate etc.“. Hier sind Monazit-(Ce), Monazit-(La), Monazit-(Nd) und Monazit-(Sm) zusammen mit Cheralith-(Ce), Brabantit und Gasparit-(Ce) in der „Monazitgruppe (Monoklin: P21/n)“ mit der System-Nr. 38.04.03 innerhalb der Unterabteilung „Wasserfreie Phosphate etc., A+XO4“ zu finden.

## Kristallstruktur
| Mineral      | Gitterparameter                                      |
| Monazit-(La) | a = 6,8313 Å; b = 7,0705 Å; c = 6,5034 Å β = 103,27° |
| Monazit-(Ce) | a = 6,7902 Å; b = 7,0203 Å; c = 6,4674 Å β = 103,38° |
| Monazit-(Nd) | a = 6,7352 Å; b = 6,9500 Å; c = 6,4049 Å β = 103,68° |
| Monazit-(Sm) | a = 6,6818 Å; b = 6,8877 Å; c = 6,3653 Å β = 103,86° |

Alle Monazite kristallisieren im monoklinen Kristallsystem in der Raumgruppe P21/n (Raumgruppen-Nr. 14, Stellung 2) und jeweils vier Formeleinheiten pro Elementarzelle sowie mit den nebenstehend angegebenen, sich nur geringfügig unterscheidenden Gitterparametern.
Monazit ist eng verwandt mit dem tetragonal kristallisierenden Xenotim (Y,Yb)[PO4]. Monazit enthält die leichteren aber größeren Seltenerdmetalle, die Koordinationszahl am Seltenerdmetall beträgt CN = 9. Die kleineren und schwereren Seltenerdmetalle im Xenotim weisen nur noch eine Koordinationszahl von CN = 8 auf, wodurch auch die höhere Symmetrie seiner Struktur ermöglicht wird. Die Radioaktivität des oft enthaltenen Thoriums führt ähnlich wie bei Uranmineralien zu Gitterfehlern.

## Eigenschaften
Die Farbe variiert zwischen braunrot und gelb, es kristallisiert monoklin und hat eine Dichte von ca. 5 g/cm3. Es besteht aus ca. 50 % Cer, ca. 20 % Lanthan und Neodym, ca. 5 % Praseodym und Spuren anderer Seltenerd-Verbindungen. Die Zusammensetzung von Cer-Mischmetall entspricht der von Monazit.
Monazit kann bis zu 20 Gew.% radioaktives Thoriumdioxid (ThO2) und bis zu 1 Gew.% Uranoxid (UO2) enthalten, ebenso deren Zerfallsprodukte Blei (Pb) und in sehr geringen Mengen Helium (He). Seine spezifische Aktivität beträgt je nach Gehalt der radioaktiven Elemente zwischen 60 und 450 kBq pro kg und ist damit etwa 100-fach stärker als bei anderen Mineralsanden. Daher ist Monazit ein wichtiges Mineral für die absolute Altersdatierung von Gesteinen (Geochronologie).

## Bildung und Fundorte

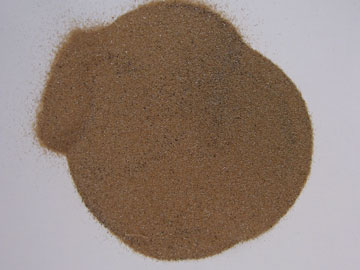
Monazitsand

Monazit findet sich in zahlreichen geologischen Umgebungen. Er kommt in verschiedenen magmatischen und metamorphen Gesteinen vor. Dank seiner chemischen Beständigkeit ist er auch in Sedimentgesteinen vorhanden. Als Monazitsand bildet er Seifen-Lagerstätten in Fluss- und Küstensanden. Sie entstanden durch gravitative Anreicherung der im Vergleich zu Quarz schwereren Monazitkörner im Sediment (siehe auch Schwermineral).
Die wichtigsten primären (d. h. nicht-sedimentären) Monazit-Lagerstätten befinden sich in den Erzgruben von Bayan Obo in China sowie in Mountain Pass in Kalifornien, Van Rhynsdorp und Naboomspruit in Südafrika und Mount Weld in Australien. Die Strände von Trivandrum und Travancore in Südindien bestehen aus großen Mengen von Monazit-Sand.
Weitere Fundorte für Monazite sind unter anderem verschiedene Regionen in Australien; die Küstenstreifen vor Rio de Janeiro, Bahia, Espírito Santo und Paraíba (Parahyba) in Brasilien; Antsirabe in Madagaskar; Iveland und Narestö in Norwegen; Miask im Ural (Russland); Sri Lanka;

## Verwendung

### Allgemeines
Monazite werden fast ausschließlich als Rohstoff zur Gewinnung der Selten-Erd-Metalle benötigt. Daneben wird als Koppelprodukt auch das in den Selten-Erd-Metall-Verbindungen enthaltene Thorium gewonnen, das man bis in die 1970er Jahre zur Herstellung der für Gaslampen wichtigen Glühstrümpfe brauchte. Aufgrund der Tatsache, dass sich spaltbares Uran-233 aus Thorium erbrüten lässt, wurden Monazite, gemischt mit Uran-235, bis 1989 in Hochtemperaturreaktoren verwendet. Auch am Kernkraftwerk Shippingport (einem der ersten Leichtwasserreaktoren der Welt) fanden in den 1970er Jahren erfolgreiche Versuche mit Thorium als Brenn- bzw. Brutstoff statt.
Während in den 1980er Jahren noch 40 % der Weltproduktion von Selten-Erd-Metallen aus Monaziten stammten, war der Anteil bis 2010 stark geschrumpft. Der Grund für den Rückgang sind einerseits die hohen Kosten der Selten-Erd-Metall-Gewinnung aus monazitischem Erz im Vergleich zur Selten-Erd-Metall-Gewinnung aus bastnäsitischem Erz. Andererseits hat der weltweite Bedarf an Thorium in den vergangenen Jahrzehnten abgenommen (Glühstrümpfe werden heute überwiegend thoriumfrei hergestellt), sodass Thorium nunmehr eher ein kostenintensives Abfallprodukt als ein lohnendes Nebenprodukt der Selten-Erd-Metall-Gewinnung aus monazitischem Erz darstellt und oft als Tailings deponiert wird. Forschung zur verstärkten Nutzung von Thorium als Kernbrennstoff, die u. a. zur Lösung der Entsorgungsproblematik bei der Selten-Erd-Metall-Gewinnung beitragen könnte, wird derzeit nur von Indien ernsthaft betrieben.
Die Metalle der seltenen Erden können entweder durch saure oder alkalische Behandlung aufgeschlossen werden.

### Saurer Aufschluss
Im sauren Aufschluss wird ein Gemisch des Sandes mit 98%iger Schwefelsäure in Behältern aus Gussstahl für mehrere Stunden auf 120 bis 150 °C erhitzt. Die Aufschlussreaktion ist stark exotherm. Wenn die Temperatur unterhalb 250 °C gehalten und ein Überschuss an Säure eingesetzt wird, wird das enthaltene Thorium wasserlöslich. Wenn gleiche Gewichtsmengen an Säure und Sand verwendet und eine höhere Temperatur eingestellt werden, wird das Thorium wasserunlöslich. Letzteres ist unüblich. Der entstehende Schlamm wird mit Wasser abgeschreckt, wobei die Sulfate in Lösung gehen. Das Thorium wird anschließend durch Fällung als Pyrophosphat oder durch Neutralisation als basisches Salz ausgefällt. Die in Lösung verbleibenden Lanthanoide werden dann entweder komplett mit Oxalsäure gefällt oder partiell durch Fällung der Cer-Gruppe als Natrium-Sulfat-Doppelsalz gewonnen. Die verbleibende Yttrium-Gruppe wird separat verarbeitet. Die Phosphate können durch Fällung der Hydroxide mit Natriumhydroxid getrennt werden. Wenn das wasserhaltige Präzipitat in Luft getrocknet wird, oxidiert das Cer(III)- zu Cer(IV)-oxid.

### Basischer Aufschluss
Beim basischen Aufschluss wird der Monazit-Sand mit Natronlauge bei ca. 140 °C behandelt. Dabei entstehen unlösliche Oxide und Hydroxide sowie Natriumphosphat, welches nach Zugabe von Wasser in Lösung geht. Der unlösliche Schlamm wird mit verdünnter Salzsäure behandelt, wobei die Lanthanoid-Oxide in Lösung gehen, während das Thoriumdioxid als Rückstand verbleibt, verunreinigt mit anderen säureunlöslichen Komponenten. Aus der Lösung kann Cer(IV)-oxid durch Oxidation mit Natriumhypochlorit bei gleichem pH-Wert fast vollständig gefällt werden.